# Наталія Радіна
Наталія Радзіна (біл. Натальля Радзіна; Кобринь) — білоруська журналістка, редактор сайту «Хартія'97».

## Біографія

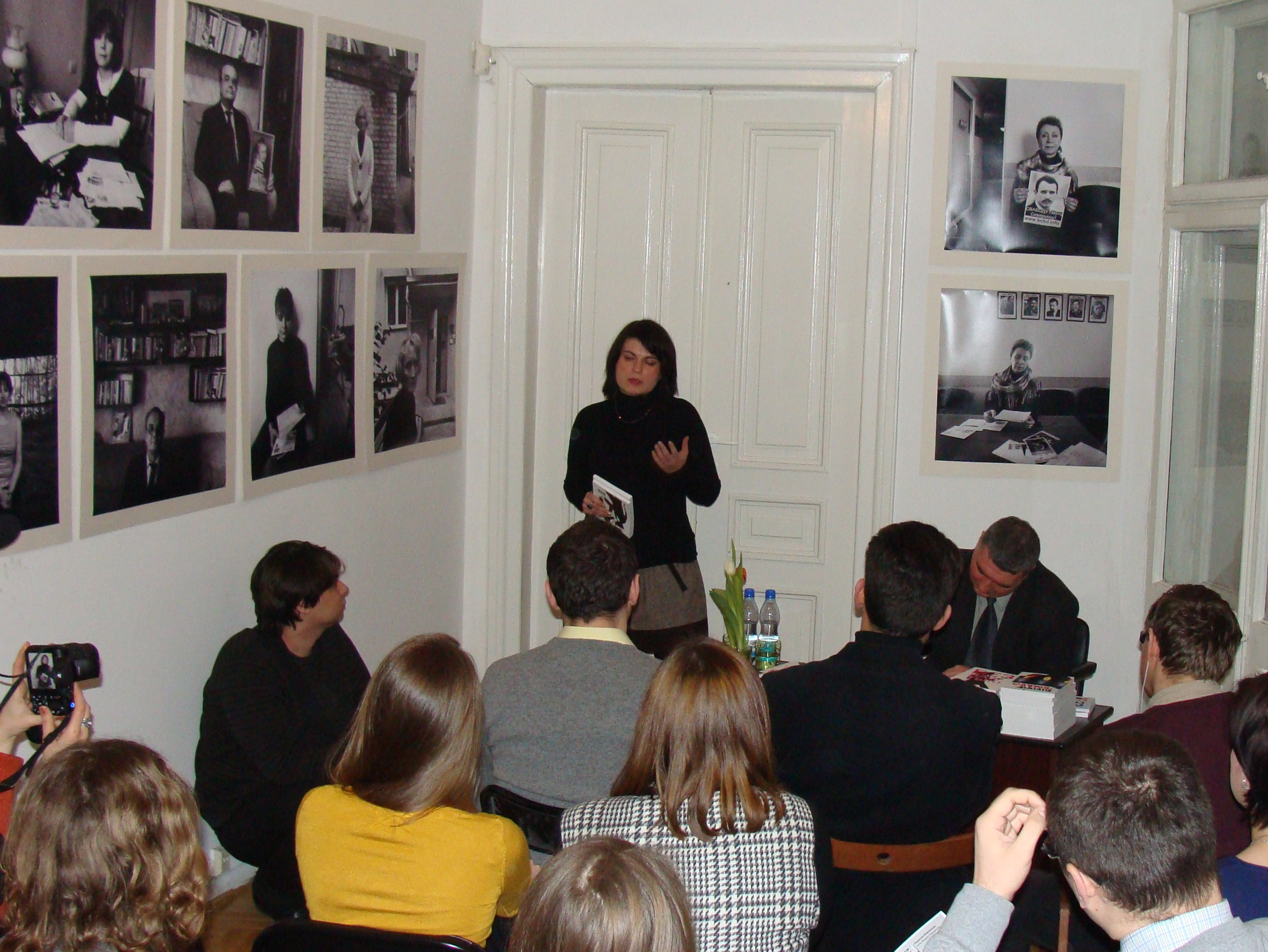
Наталія Радзіна на зустрічі у Білоруському Домі в Варшаві, 25 січня 2012

Народилася у сім'ї військовика, виросла в Кобрині. З 1996 року проживає в Мінську.
19 грудня 2010 року Радзіна була збитою та арештованою у ході розгону ОМОН демонстрації опозиції. Її обвинувачували в організації та участі в масових заворушеннях. Радзіна була звільнена під підписку про невиїзд та відправлена у Кобринь, за місцем реєстрації.
30 березня 2011 року Радзіна виїхала з Кобрина на допит у Мінськ, але замість цього втекла з Білорусі. Чотири місяці вона провела у Росії, після чого у серпні 2011 року переїхала у Литовську Республіку, де попросила політичного притулку.